# Xã Cottage, Quận Saline, Illinois
Xã Cottage (tiếng Anh: Cottage Township) là một xã thuộc quận Saline, tiểu bang Illinois, Hoa Kỳ. Năm 2010, dân số của xã này là 219 người.